# Ideologia delle SS

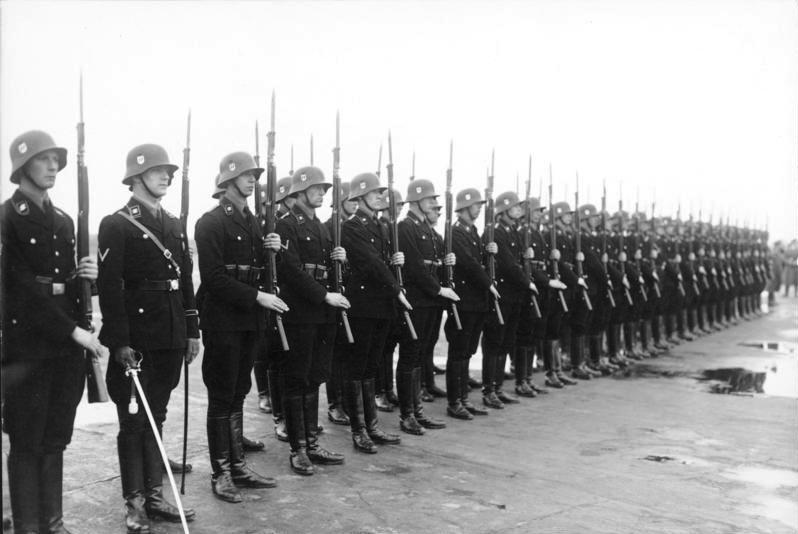
Soldati della Leibstandarte SS Adolf Hitler nel 1935.

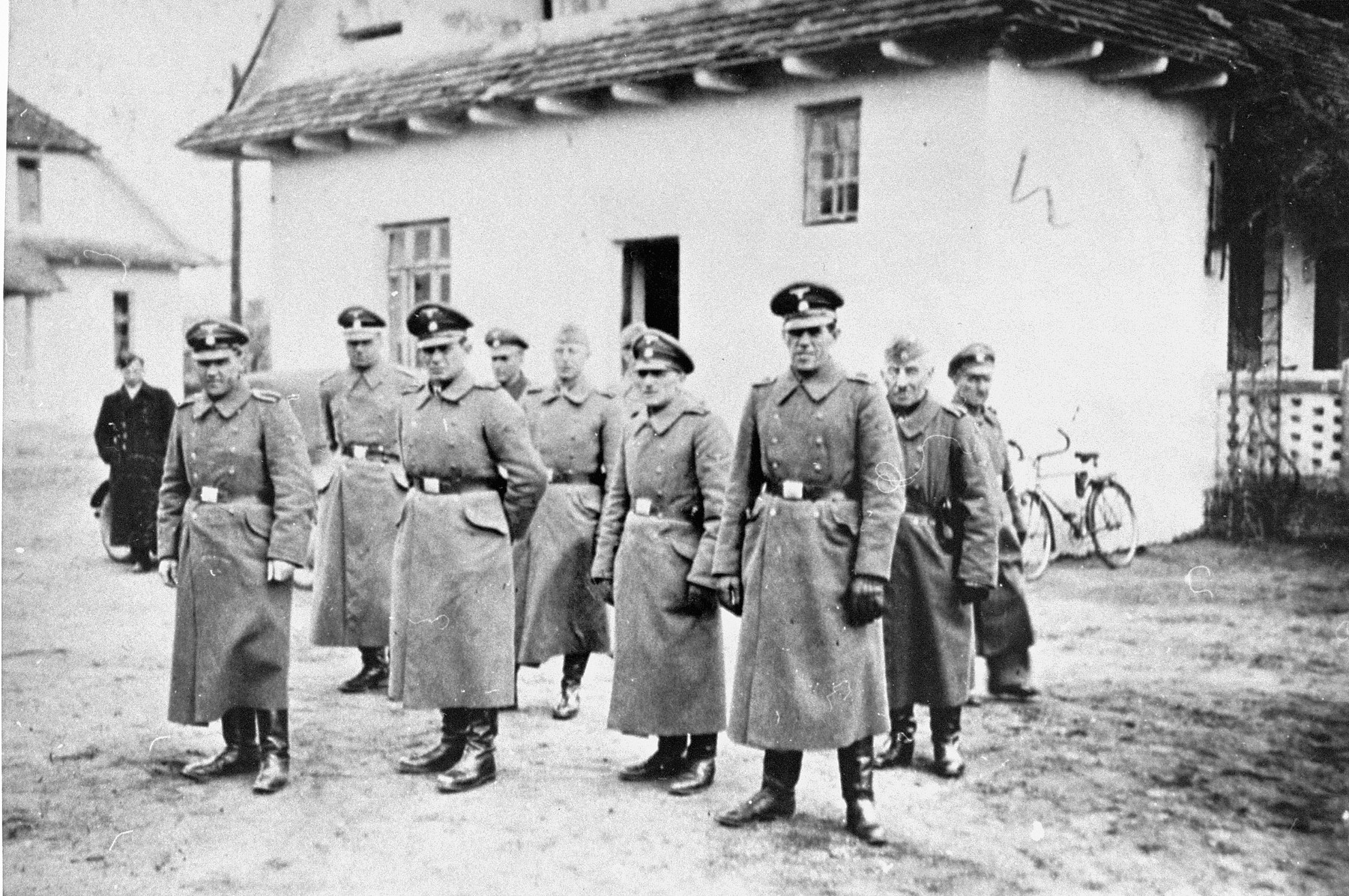
Personale delle SS nel campo di sterminio di Bełżec, 1942. Le SS furono
la principale organizzazione nazista coinvolta nello sterminio degli ebrei.

L'ideologia delle SS (Schutzstaffel) si basava principalmente sull'antisemitismo e sulla lealtà ad Adolf Hitler e alla Germania nazista, enfatizzando la visione a sfondo razzista della "purezza razziale". Gli uomini delle SS venivano indottrinati con la convinzione di essere membri di una "razza superiore": l'ideologia delle SS fu, ancor più che nel nazismo in generale, costruita sul credo in una "razza ariana" superiore.
Questo portò le SS ad essere il perno della violenza politica e dei crimini contro l'umanità, compreso l'Olocausto e gli atti di cosiddetta "misericordia" verso le persone con malattie congenite. Dopo la sconfitta della Germania nazista nella seconda guerra mondiale, al processo di Norimberga sia le SS che il partito nazista furono considerate organizzazioni criminali.

## I fondamenti ideologici

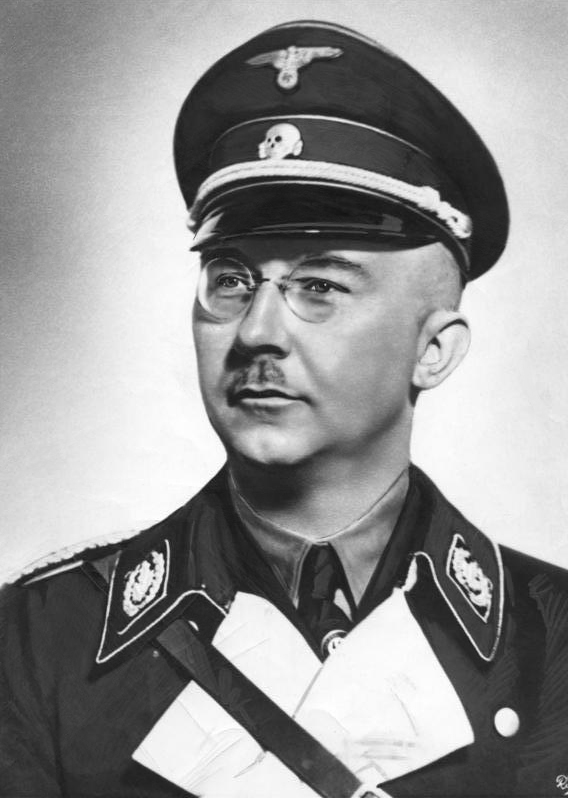
Heinrich Himmler in uniforme da Reichsführer-SS.

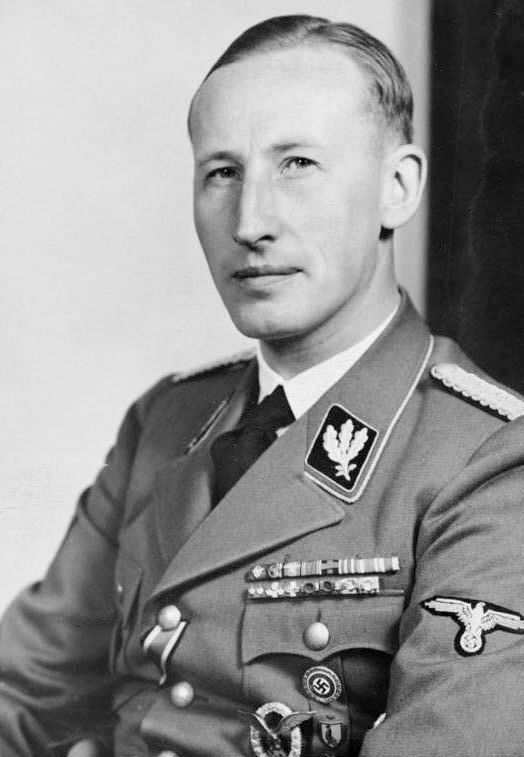
Reinhard Heydrich nel 1940.

L'ideologia delle SS fu costruita e plasmata in base all'ideologia nazista: il punto focale fu la teoria della razza nordica superiore e dell'inferiorità delle altre razze. La loro struttura intellettuale inconporava quattro cardini mitologici principali: il sangue (Blut), la terra (Boden), gli antenati (Ahnen) e i parenti (Sippe).
La percezione dell'etnia germanica si fondava sulle teorie della razza nordica di Hans Günther. Gli appartenenti a questa razza avrebbero posseduto caratteristiche mentali e fisiche particolarmente interessanti, legate all'ambiente naturale di provenienza, il cui clima infondeva particolari qualità culturali oltre a una certa "durezza" e "prontezza nel combattimento". Poiché gli antichi antenati germanici si "diffusero in molti paesi" nel corso dei secoli, il proposito di Himmler fu quello di riconquistare quelle aree, che in precedenza sarebbero loro appartenute, in modo da riunire la comunità pan-germanica. La riacquisizione di questi territori fu considerata la missione principale delle SS per insediarvi comunità dedite all'agricoltura e creare un'utopia organica, "una comunità affiatata, legata dal sangue e dalla terra".
Questa comunità allineata dal punto di vista razziale, in base al Blut und Boden, veniva collegata all'idealizzazione dei loro antenati, rendendo questa visione del mondo "orientata storicamente e retrospettiva". Gli antichi popoli germanici fungevano da prototipi per mantenere la coesione sociale alla luce degli auspici razziali esclusivisti, poiché erano diversi dai loro discendenti moderni, esposti alla cosiddetta "ibridazione razziale". Si pensava che questi predecessori possedessero una sorta di "fonte di saggezza sovrastorica", a cui veniva attribuita una "eredità ancestrale" (Ahnenerbe); allo stesso modo furono mitizzati per la loro abilità militare, fornendo così ai membri delle SS fonti di ispirazione ed eroi da emulare. L'ideologia delle SS collegava poi questa "eredità ancestrale" con la nozione collettivista di parentela razziale, che ai membri delle SS veniva insegnato a proteggere, in quanto appartenenti ad un "Ordine della razza" (Sippenorden).

A tal fine, le SS facevano da istituzione centrale per la diffusione capillare dell'ideologia nazista e la sua realizzazione. Visualizzando gli oppositori ideologici del regime in diverse forme o modi, lo storico George C. Browder identificò un elenco dei "nemici" dello stato nazista: stati rivali, mescolanza etnica, ebrei, cattolicesimo, massoneria, comunismo, Repubblica (cioè l'ostilità diretta contro la costituzione repubblicana liberale e la forma di governo), omosessualità, decadimento morale, capitalismo e la cosiddetta "vecchia guardia" (cioè l'odio e la paura degli esempi e delle istituzioni tradizionalmente potenti della vecchia società come influenze ingiuste e ritardanti nella società tedesca). Questi gruppi di nemici divennero il fulcro delle operazioni delle SS, lo strumento di potere predominante per lo stato totalitario nazista, mentre esse cercavano di dirigere e influenzare l'ideologia e l'etica all'interno del Reich.

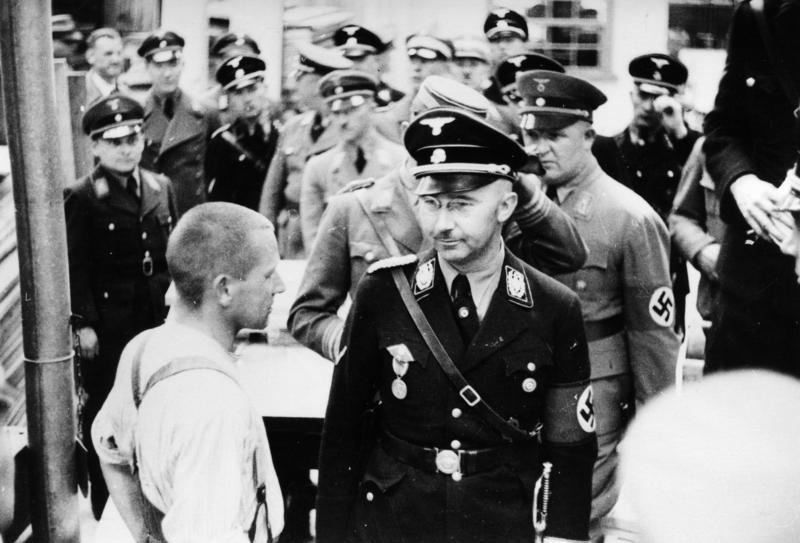
Il Reichsführer-SS Heinrich Himmler ispeziona il campo di concentramento di Dachau nel 1936.

A partire dal 1933 la leadership delle SS e delle organizzazioni di polizia naziste mostrarono un "alto grado di interesse per l'indottrinamento ideologico", poiché il leader delle SS Heinrich Himmler fu "convinto che la weltanschauliche Erziehung fosse la chiave per la coerenza ed efficacia del suo crescente apparato delle SS e della polizia". Una delle funzioni primarie che Himmler considerò a tal proposito fu il potere dell'ideologia e dell'indottrinamento per preparare i membri delle SS a sorvegliare efficacemente la società tedesca e ripulire la nazione dai suoi "nemici". L'addestramento ideologico fu progettato per promuovere un atteggiamento di "spietatezza energica, di determinazione autocosciente" e la capacità di adattarsi a qualsiasi situazione. Himmler intendeva le SS come un sistema gerarchico di "combattenti ideologici" sin dalle fasi iniziali. Le SS dimostrarono di essere questo e altro, divenendo lo strumento più usato nell'attualizzazione del credo nazista. L'ideologia delle SS fu la singola dimensione filosofica più significativa del nazismo, impiegando degli elementi ontologici, antropologici ed etici nei metodi sotto le spoglie della scienza, plasmando la dottrina dello stato nazista e cristallizzando gli ideali come verità dogmatiche. I principi e il pensiero delle SS fornirono le motivazioni pseudo-scientifiche per la svalutazione dell'umanità e la giustificazione ideologica per la violenza e il genocidio nazisti.
Le SS posero la massima enfasi nel loro indottrinamento sull'elitarismo e si presentarono come parte di un ordine "d'élite" che "modellato esplicitamente su una versione storica degli ordini religiosi, come i Cavalieri Teutonici o i Gesuiti, la cui dedizione a un'idea superiore è stata ammirata in questi circoli altrimenti anticlericali".

## L'indottrinamento

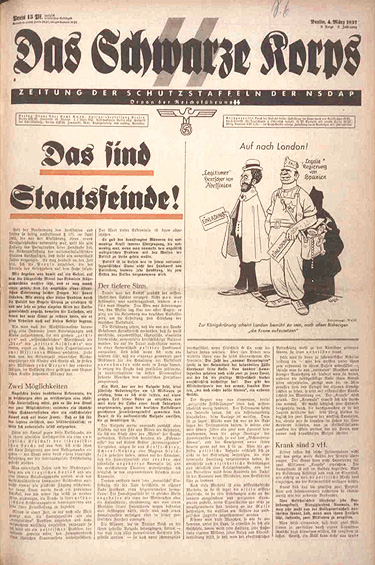
Copertina di un numero del 1937 di Das Schwarze Korps.

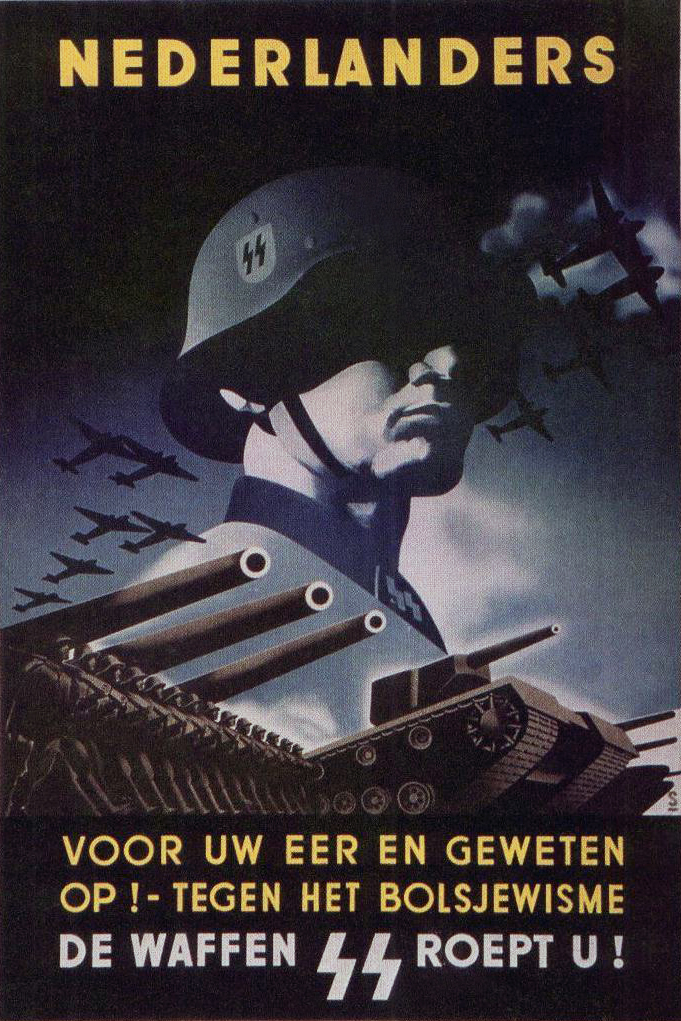
Poster di reclutamento in olandese.

Il rigoroso programma di addestramento fu incentrato sui principi ideologici fondamentali del Partito nazista, vale a dire il credo nella "razza nordica superiore", la lealtà e l'obbedienza assoluta ad Adolf Hitler, e l'odio per coloro che furono considerati "persone inferiori", con grande enfasi sull'antisemitismo. I membri impararono i passaggi più antisemiti presenti nel Mein Kampf, il manifesto autobiografico di Hitler, e nei Protocolli dei Savi di Sion, un documento antisemita pubblicato per la prima volta in Russia nel 1903, che descriveva un fantomatico piano ebraico per il dominio globale. I responsabili di istruzione delle SS sovrintendevano anche alla formazione antireligiosa generale, come parte del tentativo nazista di "invertire il sistema di valori borghese-cristiano". La formazione scolastica era chiaramente legata alla "selezione razziale, al termine della quale ci fu l'"estirpazione e l'allevamento selettivo degli esseri umani"; questo aspetto coincise con l'imminente sforzo nazista di germanizzare l'Europa e fece parte della politica per la conquista razziale-imperialista dell'Europa orientale.
Dopo che i nazisti presero il potere nel 1933, le adesioni alle SS crebbero considerevolmente, stimolando la formazione ideologica. Lo SS-Schulungsamt assunse il compito di dirigere le questioni educative delle SS, guidate da Karl Motz. Furono pubblicate due riviste aggiuntive per la propaganda ideologica: il mensile FM-Zeitschrift, finanziato da 350.000 mecenati non membri delle SS, e il settimanale Das Schwarze Korps, il secondo più grande settimanale della Germania nazista. Come parte dello sforzo per professionalizzare i propri ufficiali, le SS fondarono una Scuola di leadership nel 1934 nella città bavarese di Bad Tölz e una seconda a Braunschweig, divenuta poi nota come la SS-Junkerschule.
A partire dal 1938 le SS intensificarono l'indottrinamento ideologico dell'Hitler-Jugend Landdienst, costruendo l'ideale del Wehrbauer tedesco. Sotto il controllo delle SS furono fondate scuole superiori speciali per formare l'élite agraria nazista basata sul principio del Blut und Boden. Mentre il leader delle SS Heinrich Himmler si preoccupava per l'elitarismo razziale delle sue SS, Reinhard Heydrich, vice e protetto di Himmler, focalizzò la sua attenzione sul loro indottrinamento politico attraverso l'introduzione dei "detective razziali" che sarebbero diventati gli "investigatori ideologici" di Hitler. Questo apparato si realizzò attraverso l'unità Sicherheitsdienst (SD) con il compito di individuare i nemici, effettivi o potenziali, della leadership nazista e neutralizzare qualsiasi forma di opposizione. La SD sfruttò la sua rete di agenti e informatori come parte dello sviluppo complessivo di un vasto regime totalitario senza eguali.
Le SS adottarono un'ampia varietà di provvedimenti disciplinari, anche tramite punizioni come richiami, divieto di indossare la divisa, detenzione, retrocessione, sospensione ed espulsione. Contrariamente a quanto affermato da molti membri delle SS dopo il 1945, nessuno correva il rischio di essere incarcerato in un campo di concentramento per delinquenza. A partire dal giugno 1933 le SS si dotarono di propri tribunali per trattare crimini e infrazioni all'interno delle loro file. Il 17 ottobre 1939 Himmler riuscì a far porre le SS sotto la propria giurisdizione speciale. Una volta avviato questo cambiamento, i membri delle SS non poterono più essere processati nei tribunali civili. Anche se Himmler e gli altri leader delle SS invocarono più di una volta la sobrietà, l'alcolismo fu un problema noto e frequente: ad esempio, tra il 1937 e il 1938 circa 700 membri furono esclusi dalle SS per "svogliatezza e pigrizia" e altri 12.000 lasciarono le SS per motivi sconosciuti, mettendo in discussione le pretese di "fedeltà a vita" all'istituzione.

### La meritocrazia
La struttura operativa generale delle SS fu di tipo meritocratico e seguiva il principio nazista della Volksgemeinschaft. In contrasto con le tradizioni dell'esercito tedesco, le promozioni degli ufficiali nelle SS si basavano sull'impegno e sull'affidabilità politica del singolo individuo, non sullo status di Junker o sul retaggio familiare. Di conseguenza, le scuole per ufficiali delle SS offrivano la possibilità di una carriera militare anche alle persone di modesta estrazione sociale, cosa che di solito non era possibile all'interno della Wehrmacht. In più, il rapporto tra ufficiali e soldati era meno formale che nelle altre forze armate regolari.
Sebbene l'ingresso nelle SS fosse aperto a tutti coloro che soddisfacevano gli standard eugenetici e genealogici stabiliti da Himmler, molti dei primi ammessi appartenevano all'aristocrazia. Inoltre la percentuale degli universitari era il doppio rispetto alla media generale.

## Le politiche razziali

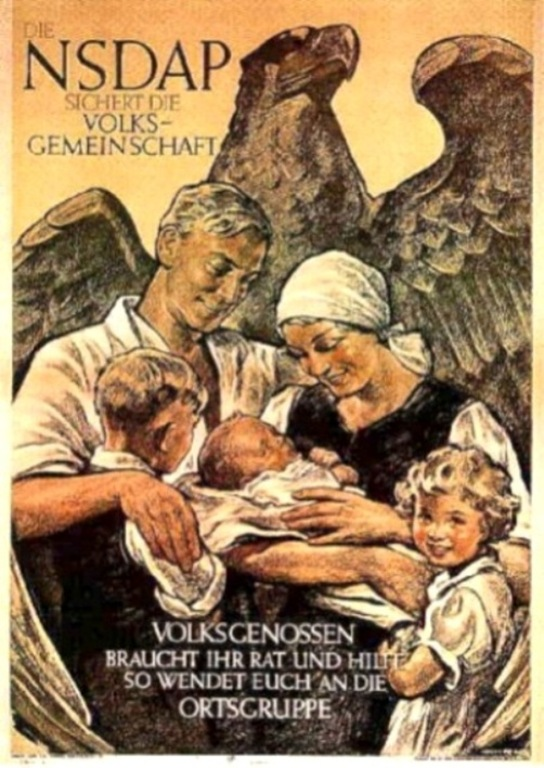
Un poster di propaganda nazista con la famiglia tedesca ideale.

Coerentemente con le politiche eugenetiche e razziali del Terzo Reich, Himmler promosse l'elitarismo razziale per i membri delle SS. I criteri per dimostrare il puro lignaggio "ariano" fino all'anno 1750 o al 1800 costituirono un requisito dell'iter di valutazione per l'ingresso nelle SS. Per tutta l'esistenza delle SS, i membri venivano incoraggiati a procreare per mantenere e ampliare la "linea di sangue ariano-nordica", con lo scopo di renderli, insieme a mogli e figli, un'esclusiva comunità razziale (Sippengemeinschaft) all'interno dello stato nazista. In questo senso, in una riunione tenuta del Gruppenführer tenuta l'8 novembre 1937 a Monaco negli alloggi degli ufficiali, Himmler dichiarò:
Allo stesso modo Himmler trovò un nesso tra la razza nordica e il bolscevismo, sostenendo che il trionfo del bolscevismo avrebbe significato lo sterminio della razza nordica stessa. Sempre secondo il pensiero di Himmler, se le SS fossero riuscite a diventare un'organizzazione razzialmente pura, gli altri tedeschi vi si sarebbero uniti in modo naturale, perciò le SS furono indottrinate in ottica anti-slava. Anche Hitler aderì a queste tendenze, tanto che osservò che l'élite del futuro stato nazista sarebbe derivata dalle SS poiché "solo le SS praticano la selezione razziale". Le mogli dei membri delle SS venivano esaminate per stabilire la loro "idoneità razziale", e i matrimoni dovevano essere approvati attraverso i canali ufficiali nel rispetto del mandato ideologico delle SS. Secondo questa ideologia, gli uomini delle SS erano portatori del miglior cosiddetto sangue nordico, e furono i loro principi ideologici e le loro motivazioni accademiche a plasmare numerose azioni e politiche naziste, fondendo il determinismo razziale, il nordicismo e l'antisemitismo.

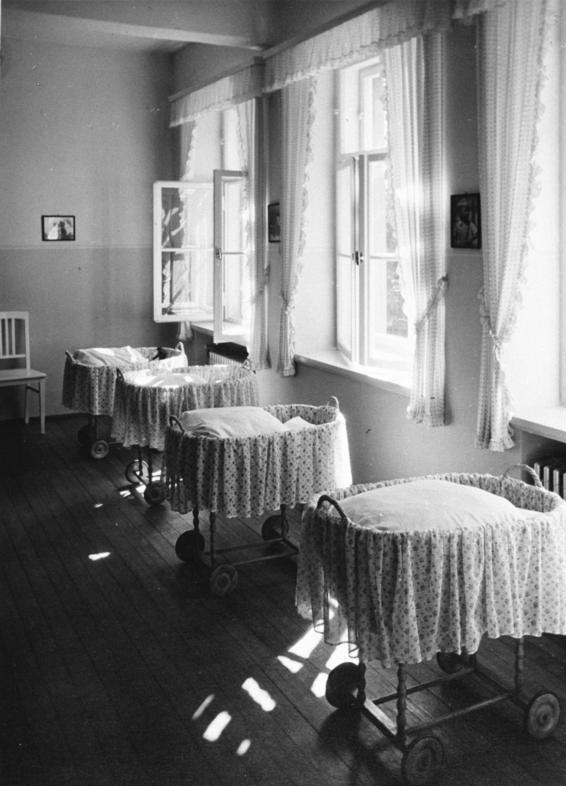
Una struttura del Progetto Lebensborn nel 1936.

Nel piccolo villaggio di Alt-Rehse fu istituita una scuola per medici delle SS che incoraggiò la pratica dell'igiene razziale e si concentrò sul futuro dei "flussi genetici tedeschi" (deutsche Erbströme). Gli articoli delle riviste mediche scritti dagli intellettuali delle SS sottolineavano l'importanza del patrimonio genetico, sostenendo che "la biologia e la genetica sono le radici da cui la visione del mondo nazionalsocialista ha tratto la sua conoscenza e da cui continua a trarre nuova forza". Al fine di promuovere il proprio ruolo di conservatori dell'eredità germanica, nel 1935 le SS fondarono l'istituto Ahnenerbe dove venivano condotti studi antropologici, storici e archeologici per fornire un supporto "scientifico" agli ideali promossi da Himmler. Dalla sua fondazione fino al 1939 l'istituto commissionò gli studi su luoghi simbolo, come il villaggio vichingo di Hedeby, e studiò persino la caccia alle streghe in epoca medioevale: Himmler interpretava queste persecuzioni come omicidi commessi dalla Chiesa cattolica romana contro le donne germaniche di "buon sangue". Dopo l'inizio della seconda guerra mondiale, l'Ahnenerbe fu pesantemente coinvolto negli esperimenti medici nei campi di concentramento, molti dei quali furono crudeli e disumani e costarono la vita a migliaia di detenuti.
Oltre al contatto con le "altre" razze, una delle principali preoccupazioni delle SS e dei suoi organi fu anche la distruzione delle risorse umane dovuta alle azioni belliche. Iniziata la guerra, la paura di perdere una grande percentuale del ceppo germanico pervase l'ideologia delle SS, poiché la vittoria sul campo non bastava senza un adeguato bagaglio biologico costituito da bambini in grado di portare avanti la missione. Himmler sottolineò che gli uomini delle SS erano tenuti a procreare per preservare l'eredità genetica della Germania in modo che la "razza padrona" garantisse e sostenesse il futuro "Reich millenario". Ma essi non si dimostrarono all'altezza delle aspettative: alla fine del 1938 il 57% dei membri era ancora celibe, il 26% aveva un figlio e solo l'8% raggiunse l'obiettivo himmleriano di almeno quattro figli.
Nel 1935 le SS avevano avviato il progetto Lebensborn per fornire alle donne incinte non sposate, ma di "buon sangue", l'opportunità di partorire i figli da dare poi in adozione alle famiglie ritenute idonee dal punto di vista razziale. Le strutture Lebensborn si trovavano in luoghi isolati garantendo l'anonimato. Il progetto ottenne un successo moderato: 8.000 - 11.000 nascite nei dieci anni della sua esistenza.
Durante la seconda guerra mondiale le SS reclutarono un gran numero di non tedeschi appartenenti alle "razze inferiori" tra coloro che abbracciarono l'ideologia nazista e delle SS. Per giustificare questa contraddizione, all'inizio degli anni '40 Himmler iniziò a sottolineare con più forza l'identità europea condivisa, promettendo: "A tutti coloro che sono di buon sangue sarà data la possibilità di crescere nel Volk tedesco". Secondo lo storico Mark Gingerich, del milione di uomini delle Waffen-SS che prestarono servizio durante la guerra, più della metà non erano nemmeno cittadini tedeschi.

## L'atteggiamento verso la religione

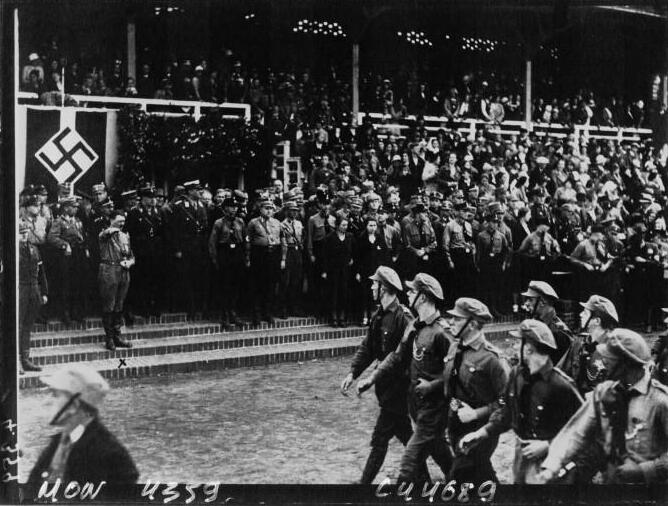
Parata della Gioventù hitleriana a Potsdam nel 1932.

Secondo il biografo di Himmler Peter Longerich, Himmler vedeva come compito principale delle SS quello di “fungere da avanguardia nel superamento del cristianesimo e nel ripristino di un modo di vivere germanico” in vista dell'imminente conflitto tra "umani e subumani". Longerich scrive che, mentre il movimento nazista nel suo insieme si scagliò contro ebrei e comunisti, "collegando la de-cristianizzazione con la rigermanizzazione, Himmler aveva fornito alle SS un obiettivo e uno scopo tutti loro". Himmler si oppose con veemenza alla morale sessuale cristiana e al "principio della misericordia cristiana", considerati un pericoloso ostacolo al suo progetto di lotta con i "subumani". Nel 1937 affermò che il movimento era in un'epoca di "conflitto definitivo con il cristianesimo" che "fa parte della missione delle SS per dare al popolo tedesco nel prossimo mezzo secolo le basi ideologiche non cristiane su cui condurre e modellare la propria vita."
Le SS svilupparono anche un'agenda anticlericale: ad esempio, nelle loro unità non entravano i cappellani, sebbene fossero ammessi nell'esercito regolare. Il dipartimento Sicherheitsdienst delle SS e della Gestapo fu usato per identificare e aiutare le altre organizzazioni naziste a sopprimere l'influenza cattolica nella stampa, nei club giovanili, nelle scuole e nelle pubblicazioni, nonché a scoraggiare pellegrinaggi e processioni religiose.
Himmler usò i gesuiti come modello per le SS per i loro principi dell'obbedienza assoluta e del culto dell'organizzazione. Sembra che Hitler abbia anche chiamato Himmler "il mio Ignazio di Loyola". Strutturate come un ordine, le SS necessitavano di una dottrina coerente che le distinguesse. Himmler tentò di costruire questa ideologia e dedusse dalla storia una "tradizione pseudo-germanica", respinse l'immagine di Cristo in quanto ebreo insieme alla dottrina fondamentale del cristianesimo e delle sue istituzioni. A partire dal 1934 le SS ricorsero alle "cerimonie del solstizio" (Sonnenwendfeiern) per aumentare lo spirito di squadra all'interno dei propri ranghi. In un memorandum del 1936 Himmler espose un elenco di festività approvate, basate sui precedenti pagani e politici, intese a svezzare i membri delle SS dalla dipendenza dalle festività cristiane. Nel tentativo di sostituire il cristianesimo e pervadere le SS con una nuova dottrina, agli uomini delle SS fu data la possibilità di scegliere le speciali Lebenslauffeste in luogo delle comuni cerimonie cristiane come battesimi, matrimoni e sepolture. Poiché le cerimonie si tenevano in piccoli circoli privati, non si sa quanti membri delle SS optarono per questo tipo di celebrazioni.

### Rifiuto dei precetti cristiani
Molti dei concetti promossi dalle SS violavano apertamente la dottrina cristiana, ma né Himmler né il suo vice Heydrich si aspettavano che la chiesa cristiana sostenesse la loro posizione sull'aborto, la contraccezione o la sterilizzazione dei non idonei, per non parlare della loro comune fede nella poligamia per il bene della propagazione della razza. Ma ciò non rappresentava la mancanza di fede in un potere superiore né li scoraggiò dalla loro ricerca ideologica. In effetti, l'ateismo fu bandito poiché Himmler riteneva che fosse una forma di egotismo dell'individuo al centro dell'universo, e quindi costituisse un rifiuto del principio delle SS di valorizzare il collettivo rispetto all'individuo. Tutti gli uomini delle SS dovevano dichiararsi protestanti, cattolici o gottgläubig ("credente in Dio"). Himmler preferiva l'"espressione della spiritualità" neopagana: nel 1938 "solo il 21,9% dei membri delle SS si definiva gottgläubig, mentre il 54% rimaneva protestante e poco meno del 24% cattolico".
La fede in Dio tra le SS non significava l'adesione alla dottrina cristiana tradizionale né i suoi membri erono teologi consumati, poiché le SS bandirono apertamente alcune organizzazioni cristiane, specialmente quelle apertamente pacifiste. Le correnti religiose critiche, come i Testimoni di Geova, subirono dure persecuzioni, anche per la mancata partecipazione alle elezioni, per la mancata osservanza del saluto hitleriano, per la mancata esibizione della bandiera nazista e per la non partecipazione alle organizzazioni naziste. Molti membri furono deportati nei campi di concentramento dove morirono. In un'occasione Heydrich scherzò sul fatto che qualsiasi opposizione al nazismo provenisse da "ebrei o clero politicizzato".

### Dottrina neopagana

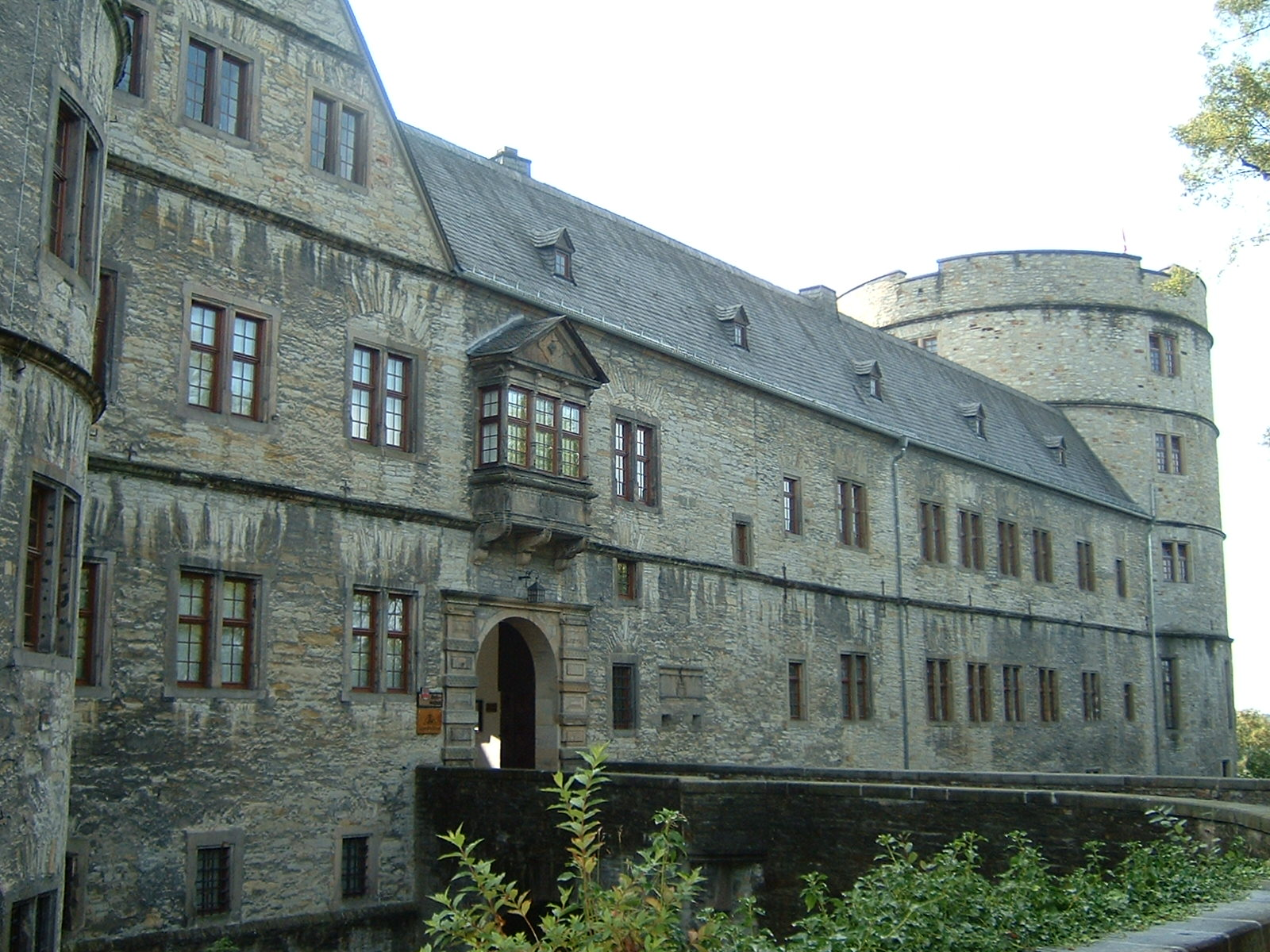
Il Wewelsburg fu il sito più importante della dottrina religiosa pseudo-germanica di Himmler.

Per promuovere le idee religiose e collegarle alla presunta tradizione germanica, Himmler iniziò a stabilire dei luoghi di culto: il più importante di questi fu il castello di Wewelsburg, vicino a Paderborn. Le SS lo presero in affitto nel 1934, dopo la prima visita di Himmler e Hitler nel novembre 1933.
Originariamente progettato come scuola per le SS di alto rango, il castello divenne presto oggetto dei piani di più vasta portata, con l'obiettivo di fare del Wewelsburg il "centro ideologico" delle SS e della loro dottrina pseudo-germanica. In accordo con gli altri sforzi di Himmler per sostituire i rituali cristiani e affermare le SS come élite nazista, il Wewelsburg si dotò di stanze speciali, come cripte, una sala con una ruota solare incastonata nel pavimento e una sala dello stemma.
Il secondo luogo strategico fu Sachsenhain ("Bosco dei Sassoni"), un memoriale di 4.500 pietre, collocate per ordine di Himmler vicino a Verden an der Aller, la scena del famigerato massacro di Verden del 782. Alla vista dell'Externsteine, che all'epoca si credeva fosse vicino al teatro della battaglia della foresta di Teutoburgo, Himmler fece fare degli scavi per dimostrare che durante il Medioevo i monaci cristiani avevano distrutto un sito di culto germanico noto come Irminsul. Le SS rilevarono e ristrutturarono anche l'abbazia di Quedlinburg, luogo di sepoltura di Enrico l'Uccellatore, che Himmler ammirava per il suo rifiuto di essere consacrato da un vescovo romano.
Himmler istituì ulteriori riti e rituali per rafforzare il senso di appartenenza all'ordine fraterno delle SS. Ad esempio, ogni anno, nell'anniversario del putsch di Monaco del 1923, gli uomini delle SS in servizio prestavano giuramento alle 22:00 davanti a Hitler, promettendo alla luce delle torce "obbedienza fino alla morte".
Questi tentativi di stabilire una nuova religione neopagana non ebbero successo. Lo storico Heinz Höhne osserva che le "usanze neopagane" introdotte da Himmler nelle SS "rimasero principalmente un esercizio di carta". La maggior parte dei tentativi di Himmler di collegare le "vecchie tradizioni teutoniche" alla vita spirituale delle SS e della società in generale furono criticati dalla Chiesa come una forma di "nuovo paganesimo". Sebbene le SS non abbiano mai approvato le credenze cristiane, i rituali e le pratiche tradizionali della fede cristiana furono generalmente tollerati e rispettati. Secondo Bastian Hein, due ragioni contribuirono al fatto che la religione succedanea di Himmler non prese mai piede: da un lato, lui stesso cercava costantemente certezze religiose, lasciando la sua dottrina vaga e poco chiara; d'altra parte, dopo che le chiese si lamentarono per le tendenze neo-pagane nelle SS, Hitler intervenne personalmente chiedendo a Himmler e Rosenberg di "eliminare le sciocchezze culturali".

## Cultura della violenza

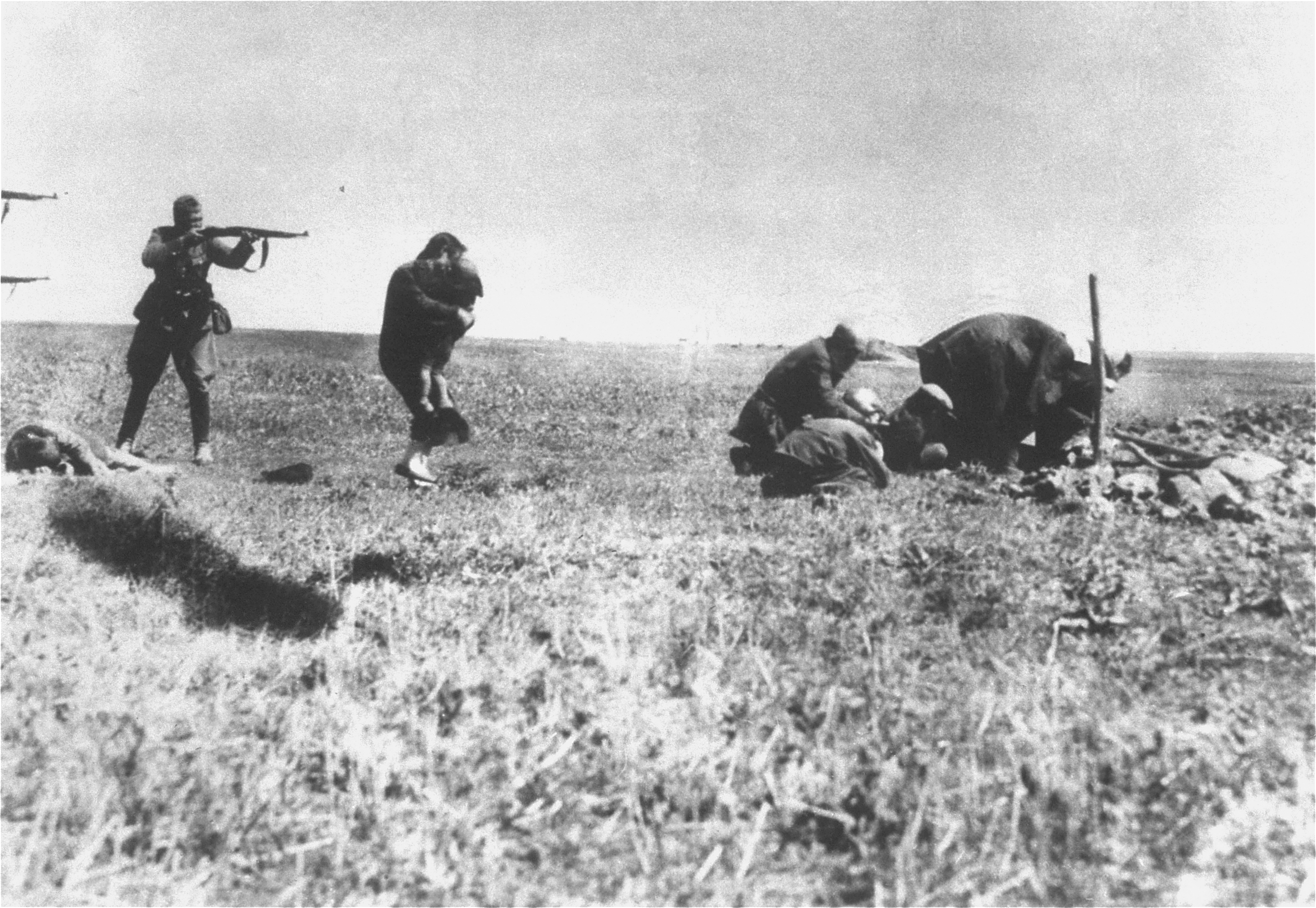
Esecuzioni di ebrei da parte delle Einsatzgruppen guidate dalle SS vicino a Ivanhorod.

Le SS furono costruite sulla cultura della violenza che sfociò in forma estrema nelle uccisioni di massa di civili e prigionieri sul fronte orientale. Nell'estate del 1941, durante l'operazione Barbarossa, i partecipanti all'addestramento ideologico presso la scuola delle SS di Fürstenberg furono inviati tra i famigerati Einsatzgruppen, dove i comandanti delle unità facevano letteralmente a gara nel mettere in atto le misure più violente e drastiche contro le persone considerate "nemiche del Reich". Molti di questi ufficiali dirigevano gli Einsatzgruppen dislocati in Lituania, Polonia, Unione Sovietica, o lavoravano in altri uffici della polizia di sicurezza e della Gestapo in tutta l'Europa occupata, dove commisero atrocità e omicidi di massa. La formazione nelle scuole delle SS favoriva il necessario stato d'animo (Haltung) per razionalizzare la violenza sostenuta da stereotipi e pregiudizi e "rafforzata dalla precedente manipolazione ideologica".
Lo storico Hans Buchheim scrive che la mentalità e gli ideali delle SS dovevano essere improntati alla durezza, senza emozioni come l'amore o la gentilezza, all'odio per gli "inferiori" e al disprezzo per chi non apparteneva alle SS, alla cieca obbedienza, al cameratismo e un intenso militarismo che vedeva le SS come un "ordine d'élite" in lotta per una Germania migliore. Il principale "nemico" delle SS, rappresentato come una forza profondamente malvagia e irrimediabilmente depravata, fu "l'ebraismo mondiale". I membri delle SS venivano incoraggiati e incitati a combattere contro la "rivoluzione ebraico-bolscevica dei subumani".
Il principio di "combattere per il gusto di combattere" risaliva ai valori dei soldati tedeschi che avevano combattuto in prima linea nella prima guerra mondiale e nel Freikorps del dopoguerra; portò i membri delle SS a considerare la violenza come il valore più alto possibile, e la moralità convenzionale come ostacolo alla vittoria. La mentalità delle SS favorì la violenza e la "durezza". Al membro ideale delle SS era richiesto uno stato di prontezza permanente: come afferma lo storico Hans Buchheim, "l'uomo delle SS doveva essere sempre in servizio". Per loro nulla era impossibile, per quanto arduo o crudele, anche "l'assassinio di milioni di persone". Tra gli uomini delle SS che cercarono di vivere secondo questo principio di violenza si registrò un tasso di suicidi insolitamente alto. I valori dei "soldati" delle SS furono specifici del concetto tedesco post-prima guerra mondiale del "soldato politico", indottrinato per essere un "combattente" che avrebbe dedicato la vita alla lotta per la nazione.
Sebbene non sia un documento propriamente delle SS, il libro del 1930 Krieg und Krieger, curato da Ernst Jünger, con i contributi di Friedrich Georg Jünger, Friedrich Hielscher, Werner Best ed Ernst von Salomon, servì come un'eccellente introduzione intellettuale alla tradizione da cui nacque l'ideologia delle SS. I saggi in Krieg und Krieger invocarono la riorganizzazione rivoluzionaria della società tedesca, che doveva essere guidata da leader "eroici" che avrebbero creato un "nuovo codice morale" basato sull'idea che la vita fosse un'infinita "lotta" sociale darwiniana che poteva essere risolta solo con la violenza. Nel libro si affermava che la Germania uscì sconfitta nella prima guerra mondiale solo perché il paese non fu "mobilitato spiritualmente" a sufficienza, cosa che ci voleva per prevalere nella guerra imminente, insieme ai leader "eroici", non ostacolati dalle convenzioni della moralità, che avrebbero fatto il necessario per vincere. I valori della letteratura del "realismo eroico" glorificarono il principio e stimolarono la pratica del combattimento fino alla morte indipendentemente dalla situazione militare.
Dall'eredità intellettuale del "realismo eroico" derivò il rifiuto dei principi tradizionali del cristianesimo e dell'illuminismo, considerati troppo sentimentali e sostituiti dalla fredda indifferenza per il valore della vita umana. Il connubio tra l'immagine del "combattente" della letteratura del "realismo eroico" e la necessità pratica delle SS di fungere da quadri politici per lo stato nazionalsocialista portò all'elevazione del concetto di "dovere" al rango dell'obbligo più importante dell'uomo delle SS. L'ethos delle SS esigeva "il successo per il bene del successo", dove il successo era la misura più alta del successo stesso. Peciò vincere a tutti i costi al di là del sacrificio divenne la virtù suprema delle SS. Il principio di lealtà delle SS, espresso nello slogan ufficiale "Il mio onore è lealtà", fu separato dalle tradizionali considerazioni morali ancor più degli altri e si concentrò interamente su Hitler.
La versione idealizzata e distorta della storia tedesca, sposata dall'organizzazione, aveva lo scopo di instillare l'orgoglio nei suoi membri. Himmler ammonì le SS contro l'umanità, l'amore per il prossimo e l'umiltà, celebrando invece la durezza e l'autodisciplina. Indottrinando le SS a percepire gli "altri" come appartenenti ad una razza inferiore e immeritevoli della loro pietà, contribuì a creare un ambiente e una struttura mentale in cui gli atti di violenza sfrenata contro i nemici erano visti non come un crimine, ma come parte del dovere patriottico verso lo stato nazista.

## Ideologia del genocidio

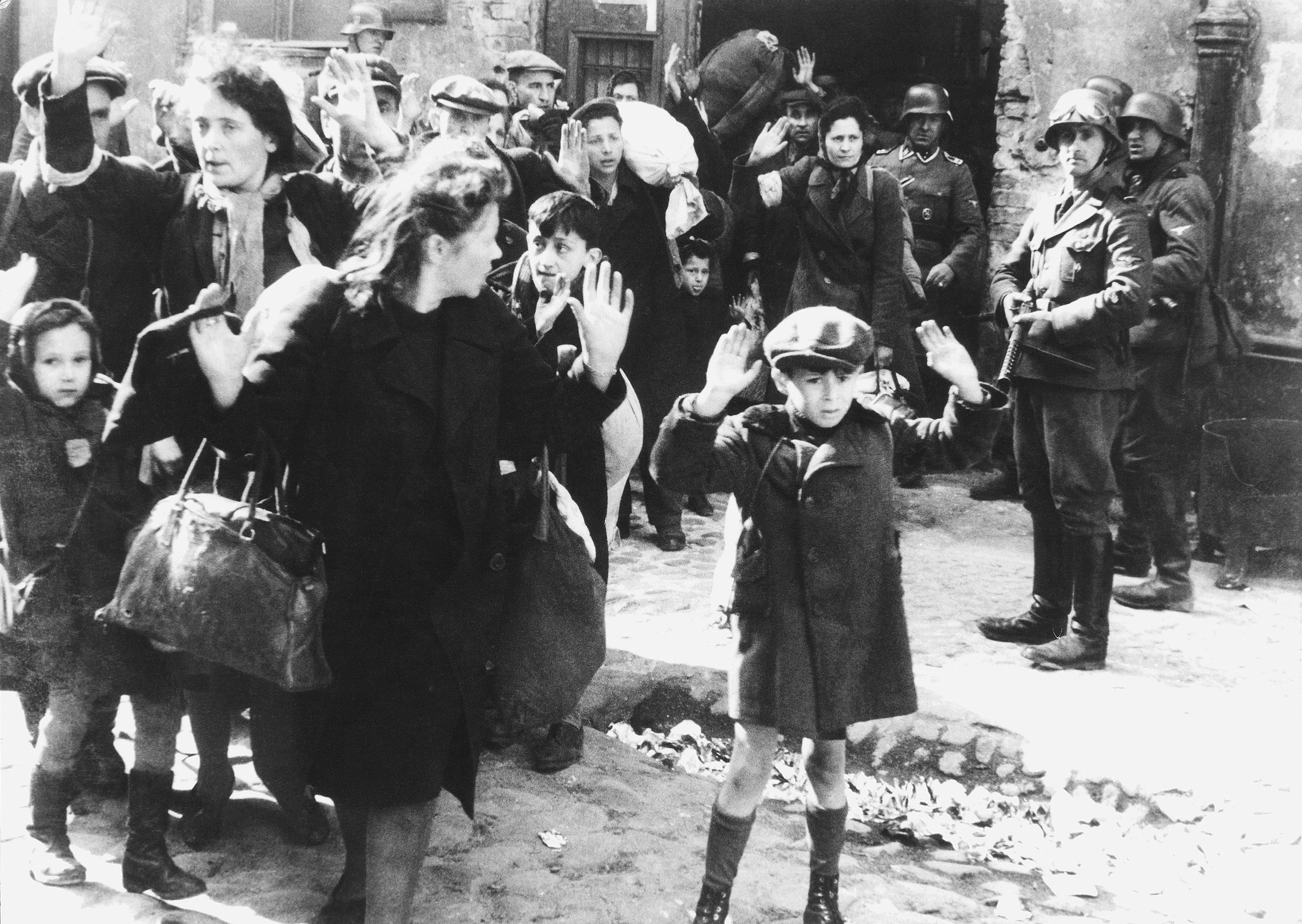
Foto presente nel rapporto di Jürgen Stroop del maggio 1943 sulla liquidazione del ghetto di Varsavia.

Come sottolinea la storica Claudia Koonz, "il razzismo razionale delle SS ha fornito l'armatura mentale necessaria per le uccisioni di massa". Quando Himmler assistette a Minsk all'esecuzione di 100 persone, ribadì in un discorso ai carnefici la necessità di regolare la coscienza a seconda del caso, dicendo che "i soldati [...] dovevano eseguire ogni ordine incondizionatamente". Secondo lo storico George Stein, l'obbedienza indiscussa e la "sottomissione all'autorità" delle SS rappresentavano una delle "pietre fondamentali" ideologiche per combattere i nemici del partito. Gli uomini delle Waffen-SS che presero parte alle invasioni dell'Europa orientale e dell'Unione Sovietica parlarono del loro "grande servizio nel salvare la civiltà occidentale dall'invasione del comunismo asiatico".
Un opuscolo delle Waffen-SS spiegava ai potenziali membri che rispondere alla chiamata significava essere "particolarmente legati all'ideologia nazionalsocialista", la quale implicava sia una battaglia ideologica che una lotta razziale contro i subumani (Untermenschen) accompagnata da una brutalizzazione della guerra senza precedenti. La partecipazione al "compito repellente" di coinvolgimento psicologico negli omicidi fu una sorta di rito di iniziazione per mostrare quanto erano "interiorizzate" le credenze naziste; fece anche parte della retorica della legittimazione per dare senso agli atti di sterminio e abituare le SS all'ideologia del genocidio.
Le squadre della morte speciali delle SS, note come Einsatzgruppen, furono utilizzate per lo sterminio su larga scala e il genocidio di ebrei, rom e comunisti. Il 17 giugno 1941 Heydrich informò i leader degli Einsatzgruppen della politica generale di uccsione degli ebrei nelle terre sovietiche. In seguito il membro dell'SD Walter Blume testimoniò che Heydrich definì gli ebrei orientali il "serbatoio di intellettuali per il bolscevismo" e affermò che "la leadership statale era dell'opinione che [loro] andassero distrutti".
Le Einsatzgruppen furono integrate dalla Ordnungspolizei, appositamente istituita, indottrinata e motivata dalle SS a partecipare alle uccisioni di massa. Secondo lo storico Edward B. Westermann, la trasformazione dei membri degli organi di polizia tedeschi in strumenti di genocidio fu frutto di un matrimonio tra l'"atteggiamento marziale" e l'"ideologia razziale nazista". A tal fine Himmler e Kurt Daluege crearono in tutto il complesso delle SS e della polizia quella cultura organizzativa che incarnava la militarizzazione, l'obbedienza e una specifica visione del mondo, realizzando nel processo costitutivo gli ideali nazionalsocialisti più estremi. Tra queste concezioni ci fu la visione dei membri delle SS e della polizia come soldati politici con la suprema vocazione alla lotta contro il bolscevismo e gli ebrei.
In un processo del dopoguerra il membro della Ordnungspolizei Kurt Möbius testimoniò di aver creduto alla propaganda delle SS che descriveva gli ebrei come "criminali e subumani" che avevano causato "il declino della Germania dopo la prima guerra mondiale". Disattendere "l'ordine di partecipare allo sterminio degli ebrei" non gli è mai passato per la mente. L'ufficiale delle SS Karl Kretschmer "si considerava un rappresentante di un popolo colto che combatteva un nemico primitivo e barbaro"; scrisse alla sua famiglia della necessità di desensibilizzarsi dalle uccisioni di massa. Burleigh e Wippermann scrivono: "I membri delle SS amministravano, torturavano e assassinavano persone con fredda, ferrea precisione e senza scrupoli morali".

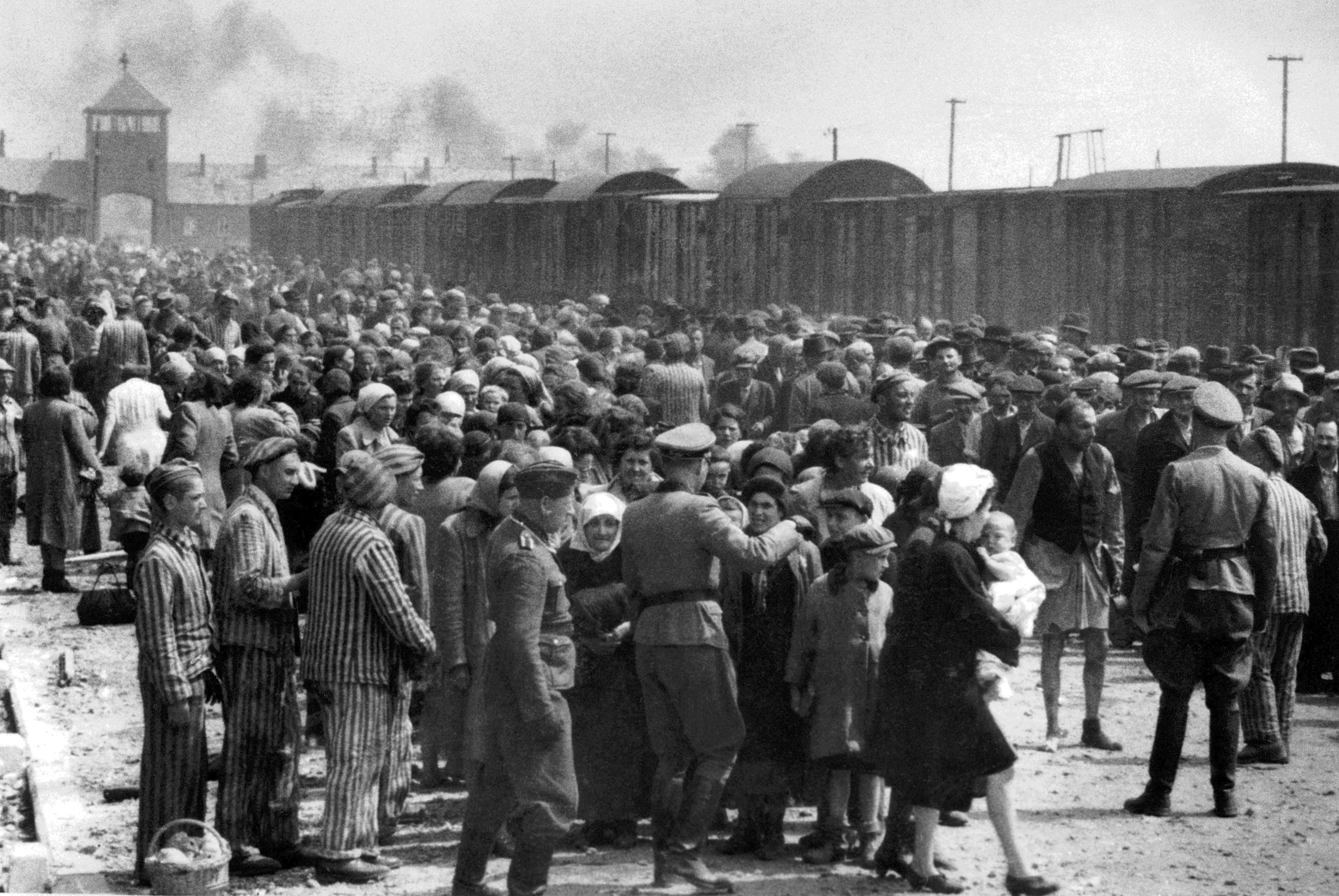
Un ufficiale delle SS seleziona gli ebrei per lo sterminio nelle camere a gas del campo di concentramento di Auschwitz.

Le SS e i principi che le accompagnarono rappresentarono la realizzazione dell'ideologia nazista e giocarono un ruolo cruciale nello sterminio degli ebrei europei. Come afferma lo storico Gerald Reitlinger, mentre l'idealismo e la macchina delle SS come stato nello stato saranno tutti dimenticati, i loro atti di "[...] trapianti razziali, i campi di concentramento, le celle per gli interrogatori della Gestapo, gli esperimenti medici, le rappresaglie di massa, le cacce all'uomo per il lavoro in schiavitù e gli stermini razziali saranno ricordati per sempre".
Lo storico Hans Buchheim sostiene che non vi era alcuna coercizione nell'uccidere ebrei e altri, e che tutti coloro che commisero tali azioni lo fecero per libero arbitrio, aggiungendo che le possibilità di evitare l'esecuzione degli ordini criminali "erano sia più numerose che più reali di quanto gli interessati siano stati generalmente disposti ad ammettere". Secondo Buchheim, fino alla metà del 1942 le SS furono un'organizzazione prettamente volontaria e che chiunque si fosse unito alle SS dopo che i nazisti assunsero il governo in Germania sapeva o venne poi a sapere che stava per far parte di un'organizzazione in cui sarebbe stato coinvolto in atrocità di un tipo o dell'altro. Non si conosce nemmeno un ufficiale delle SS che si sia rifiutato di commettere atrocità; lo fecero volentieri e gradirono i premi ricevuti per averlo fatto.
Inizialmente le vittime venivano uccise dalle Einsatzgruppen nei gaswagen o mediante la fucilazione, ma questi metodi si rivelarono impraticabili per la dimensione dell'operazione portata avanti dallo stato nazista. Nell'agosto 1941 il leader delle SS Himmler, nauseato e scosso dall'esperienza di fucilazione di 100 ebrei a Minsk, si preoccupò dell'impatto che tali azioni avrebbero avuto sulla salute mentale dei suoi uomini. Decise che dovevano essere trovati metodi alternativi. Su suo ordine, nella primavera del 1942 il campo di Auschwitz fu notevolmente ampliato con l'aggiunta delle camere a gas, dove le vittime venivano abbattute con il pesticida Zyklon B. L'uccisione industrializzata nei campi di sterminio gestiti dalle SS trasformò queste istituzioni naziste in luoghi in cui la produzione fu rappresentata dai cadaveri. Prima della fine della guerra almeno undici milioni di persone, di cui tra 5,5 e 6 milioni di ebrei e tra 200.000 e 1.500.000 rom, furono uccisi dallo stato nazista, assistito dai governi collaborazionisti e da reclute provenienti dai paesi occupati. Lo storico Enzo Traverso afferma che il massacro di milioni di persone fece parte dell'ideologia nazista che comprendeva la "guerra totale" e che costituì il tentativo di conquista per scopi sia "razziali" che coloniali. Agendo per ordine di Hitler, Himmler diventò uno dei principali architetti dell'Olocausto e le SS furono il ramo principale del partito nazista che lo mise in pratica.

## Dopoguerra

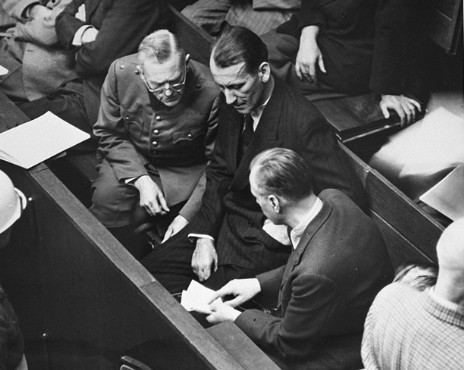
Ernst Kaltenbrunner, Wilhelm Keitel e Alfred Rosenberg durante il processo di Norimberga.

Il 23 maggio 1945 Himmler, responsabile della dottrina delle SS e dello stato nazista, si suicidò dopo essere stato catturato dagli Alleati. Gli altri membri anziani delle SS fuggirono. Il capo dell'ufficio principale della sicurezza del Reich, l'SS-Obergruppenführer Ernst Kaltenbrunner, divenuto il membro di grado più alto delle SS dopo il suicidio di Himmler, fu catturato sulle Alpi bavaresi e processato presso il tribunale di Norimberga insieme ad altri importanti nazisti come Hermann Göring, Joachim von Ribbentrop, Alfred Rosenberg, Hans Frank. Kaltenbrunner fu condannato per crimini contro l'umanità e giustiziato il 16 ottobre 1946.
Altri intellettuali e medici delle SS furono processati e condannati, compresi i dottori dell'Ahnenerbe che uccidevano gli infermi e i disabili, ritenuti "indegne di vivere", o che eseguivano gli esperimenti medici sui prigionieri dei campi di concentramento. Durante gli interrogatori dopo la guerra molti medici delle SS dei campi di concentramento dichiararono che la fedeltà giurata a Hitler sostituiva qualsiasi principio morale imparato alla scuola di medicina, per non parlare del giuramento di Ippocrate che avevano del tutto ignorato. I membri delle SS si nascosero dietro la giustificazione pseudo-scientifica presentandosi come strumenti, come uomini che agivano per conto del popolo tedesco nel perseguimento dell'"igiene razziale". Le strategie di difesa nei processi postbellici erano simili: negazione e rimozione della responsabilità, legittimazione delle loro azioni con il pretesto del dovere di obbedienza incondizionata ai superiori, su quali veniva riversata l'intera colpa, l'uso di un linguaggio burocratico apparentemente innocuo.
Dato l'impatto che l'ideologia nazista ebbe sul continente europeo, provocando una guerra catastrofica oltre ai crimini senza precedenti, le potenze alleate smilitarizzarono la Germania e divisero il paese in quattro zone di occupazione, iniziando anche un processo di denazificazione (Entnazifizierung). Fu essenzialmente il tentativo di "purgare" il popolo tedesco dall'ideologia nazista che lo aveva portato alla guerra e quindi all'Olocausto. Sorprendentemente, molti membri delle SS, compresi alcuni dei ranghi superiori, dopo una breve detenzione in un campo di prigionia e una breve udienza per confermare la denazificazione, furono in seguito trattati con "notevole clemenza".

### Approfondimenti
- Introduction to the Holocaust, su ushmm.org, United States Holocaust Memorial Museum. URL consultato il 7 ottobre 2015.
- Michael Thad Allen, The Business of Genocide: The SS, Slave Labor, and the Concentration Camps, London and Chapel Hill, The University of North Carolina Press, 2002, ISBN 978-0-80782-677-5.
- Richard Bessel, Nazism and War, New York, Modern Library, 2006, ISBN 978-0-81297-557-4.
- Donald Bloxham, The Final Solution: A Genocide, New York, Oxford University Press, 2009, ISBN 978-0-19955-034-0.
- Richard Breitman, The Architect of Genocide: Himmler and the Final Solution, New York, Alfred A. Knopf, 1991b, ISBN 978-0-39456-841-6.
- Dan Diner, Beyond the Conceivable: Studies on Germany, Nazism, and the Holocaust, Los Angeles and Berkeley, University of California Press, 2006, ISBN 978-0-52021-345-6.
- Eric Ehrenreich, The Nazi Ancestral Proof: Genealogy, Racial Science, and the Final Solution, Bloomington, Indiana University Press, 2007, ISBN 978-0-25334-945-3.
- Henry Friedlander, The Origins of Nazi Genocide: From Euthanasia to the Final Solution, Chapel Hill, University of North Carolina Press, 1997, ISBN 978-0-8078-4675-9.
- Saul Friedländer, Nazi Germany and the Jews, 1933–1945, New York, Harper Perennial, 2009, ISBN 978-0-06135-027-6.
- Christopher Hale, Hitler's Foreign Executioners: Europe's Dirty Secret, Stroud, Gloucestershire, The History Press, 2011, ISBN 978-0-75245-974-5.
- Raul Hilberg, Perpetrators, Victims, Bystanders: The Jewish Catastrophe, 1933–1945, New York, Harper Collins, 1992, ISBN 0-8419-0910-5.
- Christopher Hutton, Race and the Third Reich: Linguistics, Racial Anthropology and Genetics in the Dialectic of Volk, Cambridge and New York, Cambridge University Press, 2005, ISBN 978-0-74563-177-6.
- Ian Kershaw, Hitler: 1889-1936, Hubris, New York, W. W. Norton & Company, 2000, ISBN 978-0-39332-035-0.
- Ian Kershaw, Hitler: 1936-1945, Nemesis, New York, W. W. Norton & Company, 2001, ISBN 978-0-39332-252-1.
- Eugen Kogon, The Theory and Practice of Hell: The German Concentration Camps and the System behind Them, New York, Farrar, Straus and Giroux, 2006, ISBN 978-0-37452-992-5.
- Mark Mazower, Hitler's Empire: How the Nazis Ruled Europe, New York; Toronto, Penguin, 2008, ISBN 978-1-59420-188-2.
- Rolf-Dieter Müller, The Unknown Eastern Front: The Wehrmacht and Hitler's Foreign Soldiers, New York, I.B. Taurus, 2012, ISBN 978-1-78076-072-8.
- Anson Rabinbach, Sander L. Gilman (a cura di), The Third Reich Sourcebook, Berkeley, Los Angeles, University of California Press, 2013, ISBN 978-0-52020-867-4.
- Gerhard Rempel, Hitler's Children: The Hitler Youth and the SS, Chapel Hill, University of North Carolina Press, 1989, ISBN 978-0-8078-4299-7.
- Gretchen E Schafft, From Racism to Genocide: Anthropology in the Third Reich, Urbana, Chicago, University of Illinois Press, 2004, ISBN 978-0-25207-453-0.
- Gitta Sereny, Into That Darkness: From Mercy Killings to Mass Murder, New York, Vintage, 1974, ISBN 0-394-71035-5.
- Wolfgang Sofsky, The Order of Terror: The Concentration Camp, Princeton, Princeton University Press, 1997, ISBN 978-0-69100-685-7.
- Charles Sydnor, Soldiers of Destruction: The SS Death's Head Division, 1933–1945, Princeton, Princeton University Press, 1977.
- United States Holocaust Memorial Museum, Nazi Ideology and the Holocaust, Washington, U.S. Holocaust Memorial Museum, 2007, ISBN 978-0-89604-712-9.
- Richard Weikart, From Darwin to Hitler: Evolutionary Ethics, Eugenics, and Racism in Germany, New York, Palgrave Macmillan, 2006, ISBN 978-1-40396-502-8.